# MSC Armonia
MSC Armonia ist ein Kreuzfahrtschiff der italienischen Reederei MSC Cruises. Das Schiff ist unter der Billigflagge Panama registriert.

## Geschichte

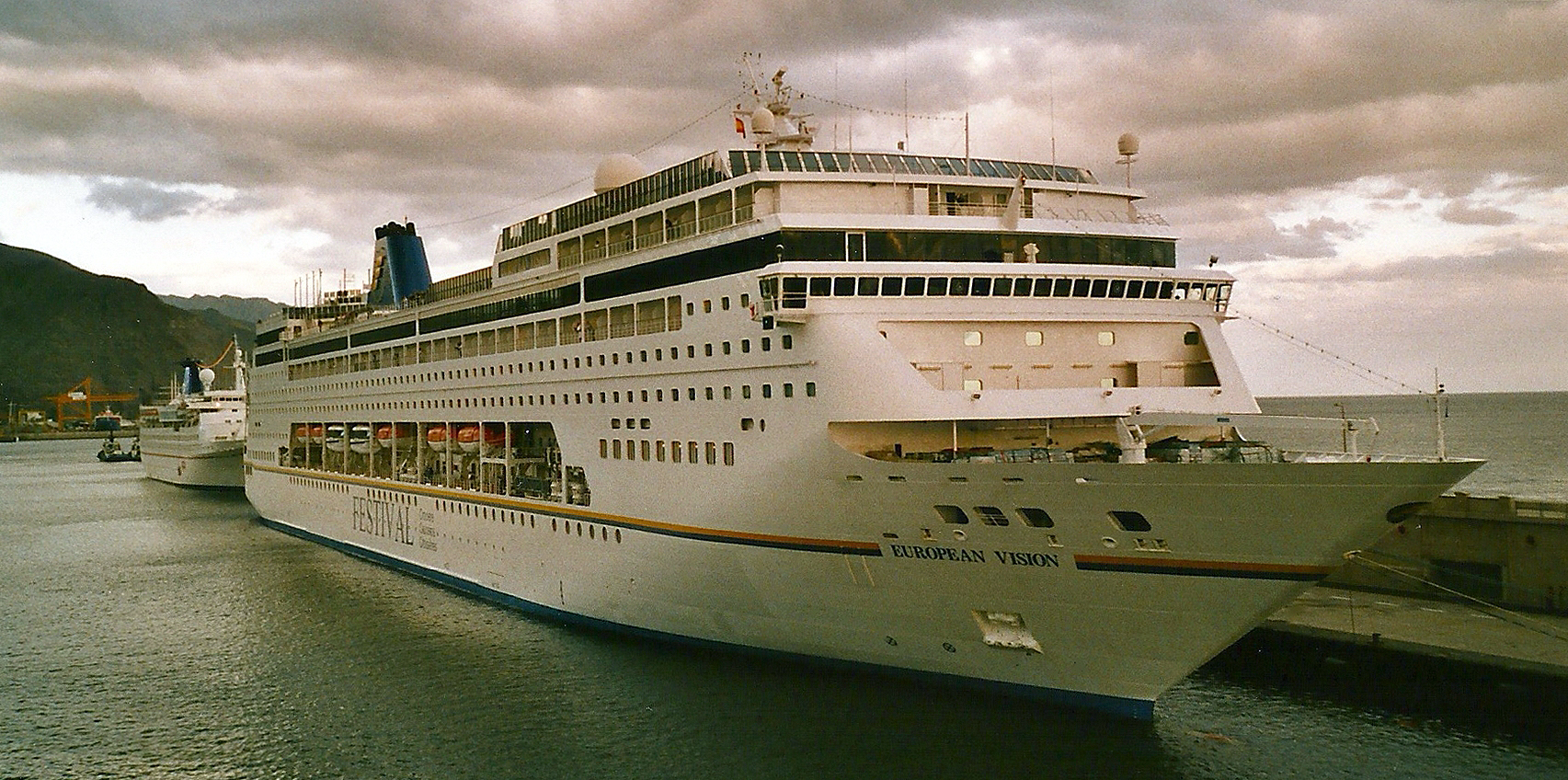
Als European Vision im Dezember 2003 vor Santa Cruz de Tenerife

Die MSC Armonia wurde ursprünglich für die Reederei Festival Cruises gebaut und 2001 unter dem Namen European Vision in Dienst gestellt. Das Schiff hatte eine Länge von 251 Metern und war mit 58.625 BRZ vermessen. Es bot 2223 Passagieren in 777 Kabinen Platz. Nach dem Konkurs von Festival Cruises kaufte der ehemalige Konkurrent MSC das Schiff im Jahr 2004 und taufte es auf den Namen MSC Armonia. Bei MSC ist es üblich, dass der Schiffsname zuerst das Firmenkürzel trägt. Die Firma kaufte auch das Schwesterschiff der ehemaligen European Vision, die European Stars, von Festival Cruises und taufte es MSC Sinfonia.
Die MSC Armonia verkehrte im europäischen Sommer im Mittelmeer, im europäischen Winter in Südamerika.
Im Jahr 2001 fand an Bord das Treffen der G8-Regierungschefs während des G8-Gipfels im Hafen von Genua statt.
Ab dem 31. August 2014 wurde die MSC Armonia bei der italienischen Werft Fincantieri in Palermo auf 275 Meter verlängert und mit modernerer Technik und neuen Möglichkeiten zur Unterhaltung der Gäste ausgestattet. Die Kiellegung der Mittelschiffsektion erfolgte am 19. Mai 2014. Im Rahmen des sogenannten „Renaissance-Programms“ der Reederei wurde dabei sowohl bei ihr, als auch bei allen anderen Schiffe der Lirica-Klasse, die maximal zulässige Passagierzahl durch 200 zusätzliche Kabinen auf 2579 angehoben. Die Vermessung vergrößerte sich um etwa 6.500 BRZ. Im September 2014 wurde das Schiff getrennt und ein 24 Meter langes Mittelstück eingesetzt. Am 8. November 2014 lief das Schiff zu Werfterprobungsfahrten aus. Der Umbau wurde am 17. November 2014 abgeschlossen.

## Einsatz
Im Winter befährt MSC Armonia von der kubanischen Hauptstadt Havanna aus die westliche Karibik mit Stops in Jamaika, Grand Cayman, Mexiko, Belize und Honduras. Im Sommer ist das Schiff ab Genua im westlichen Mittelmeer unterwegs mit Halt in Spanien, Frankreich, Italien und Malta.

## Zwischenfälle
Am 10. April 2018 kollidierte die MSC Armonia mit einem Pier in Roatán.

## Ausstattung
Es stehen seit dem Umbau 976 Kabinen zur Verfügung, die eine maximale Anzahl von 2579 Passagieren erlauben. Neben 96 neuen Balkonkabinen wird vor allem mit umfassender Betreuung von Kindern aller Altersstufen geworben. Dazu zählt insbesondere ein vom italienischen Unternehmen Chicco gestalteter Babyclub und ein durch den Spielwarenhersteller Lego ausgestattetes Kinderzimmer.
Die MSC Armonia wird dieselelektrisch über Elektromotoren in zwei Propellergondeln angetrieben.